# August Richard Bueno
August Richard Bueno (Paramaribo, 8 maart 1879 – Brussel, november 1936) was een Surinaams jurist en politicus.
Hij werd geboren als zoon van August Abraham Bueno en Albertina Maria van Maarsen. Hij is in 1905 aan de Rijksuniversiteit Leiden afgestudeerd in de rechten en was na terugkeer in Suriname werkzaam als praktizijn. Later werd hij kantonrechter bij het Kantongerecht van Nickerie en rechter bij het Westelijk Ommegaand Gerecht.
Daarnaast was hij ook actief in de politiek. Bueno werd in 1906 verkozen tot lid van de Koloniale Staten. Hij stapte op in 1913 maar keerde in 1914 weer terug als Statenlid.
Tijdens zijn verlof in Nederland werd hij in 1920 afgekeurd voor verdere dienst in de tropen. Hij was daarna als advocaat werkzaam in Tilburg en vervolgens in Brussel.
Bueno overleed in 1936 op 57-jarige leeftijd.